# جوني رودجرز
جوني رودجرز (بالإنجليزية: Johnny Rodgers)‏ هو مغن مؤلف وعازف بيانو أمريكي، ولد في 5 يونيو 1974.